# Космос-2550
Космос-2550 (официальное название — «Пион-НКС» № 1) — российский военный спутник, запущенный 25 июня 2021 года в 19:50 UTC с космодрома Плесецк ракетой-носителем легкого класса «Союз-2.1б».
Космический аппарат является проектом совместной разработки  ФГУП «Центральный научно-исследовательский радиотехнический институт имени академика А. И. Берга» ( Москва), АО "Конструкторское бюро «Арсенал» (Санкт-Петербург) и АО "Ракетно-космический центр «Прогресс» (Самара). Изготовление спутников комплекса «Лиана» осуществляется  АО "Машиностроительный завод «Арсенал» (Санкт-Петербург).
Спутник (военный индекс 14Ф139) входит в группировку радиоэлектронной разведки «Лиана».
От других космических аппаратов группировки отличается наличием активной радиолокационной системы.

## Первоначальные орбитальные данные спутника
• Перигей — 465.6 км
• Апогей — 477.4 км
• Период обращения вокруг Земли — 93.9 мин
• Угол наклона плоскости орбиты к плоскости экватора Земли — 67,1°

## Хронология
Макет спутника был представлен публике в 2017 году на международном военно-морском салоне в Санкт-Петербурге и в 2018 году на военно-техническом форуме «Армия». Помимо «Пион-НКС» на выставке презентовали космический аппарат «Лотос-С».
3 марта 2020 года министр обороны РФ Сергей Шойгу заявил о том, что работы по созданию космического аппарата «Пион-НКС» находятся в завершающей стадии.
25 июня 2021 года в 19:50 UTC с космодрома Плесецк произведен успешный запуск ракеты-носителя «Союз-2.1б» с космическим аппаратом «Пион-НКС». После принятия на управление спутнику присвоен порядковый номер «Космос-2550».